# Toys of Fate
Pour plus de détails, voir Fiche technique et Distribution.
Toys of Fate est un film américain réalisé par George D. Baker, sorti en 1918.

## Fiche technique
- Titre : Toys of Fate
- Réalisation : George D. Baker
- Scénario : June Mathis et Ferdinand P. Earle
- Photographie : Eugene Gaudio
- Pays d'origine : États-Unis
- Format : Noir et blanc - 1,33:1 - Film muet
- Genre : drame
- Date de sortie : 1918

## Distribution
- Alla Nazimova : Zorah / Hagah
- Charles Bryant : Henry Livingston
- Irving Cummings : Greggo
- Edward Connelly : Howard Belmont
- Frank Currier : Pharos